# Sinagoga de Natzaret
La Sinagoga de Natzaret (en francès: Synagogue de Nazareth) està situada en el carrer de Notre-Dame-de-Nazareth, en el districte III de París, i és la més antiga de les sinagogues de París, França.
En 1810, els jueus asquenazites de París, van ser expulsats de la sinagoga de Saint-Avoye pel seu propietari. En 1818, la comunitat va comprar un terreny. En 1819, Després d'haver rebut el permís del rei de França Luis XVIII, mitjançant l'ordenança del 29 de juny de 1819, l'assemblea dels jueus de París, va iniciar la construcció, sota la direcció de l'arquitecte Sandrié de Jouy, i aquesta es va acabar en 1822.